# Edward Bellamy
Edward Bellamy (26 marca 1850 w Chicopee Falls, Massachusetts - 22 maja 1898, Chicopee Falls) – amerykański pisarz.
Urodzony w rodzinie baptystycznego pastora, w wieku 18 lat wyjechał na rok do Niemiec, gdzie po raz pierwszy zetknął się z problemami miejskiej biedoty. Studiował prawo, ale zdecydował się zostać dziennikarzem. Rozpoczął współpracę z Springfield Union, a następnie przeniósł się do New York Post.
Zadebiutował powieściami, w których często krytykował amerykańską mentalność. Jego przykładowe prace z tego okresu to The Duke of Stockbridge (1879), Dr. Heidenhoff's Process (1880) i Miss Ludington's Sister (1884).
W 1888 roku wydał swoją najbardziej znaną powieść - Looking Backward (polski tytuł W roku 2000). Bohater książki, mieszkający w Bostonie Julian West podczas snu przenosi się w czasie do roku 2000 i odkrywa, że ludzie w Stanach Zjednoczonych żyją w socjalistycznej utopii.
Niedługo potem Bellamy stał się aktywnym uczestnikiem ruchu na rzecz nacjonalizacji zakładów użyteczności publicznej. Jego idee zaowocowały stworzeniem organizacji Nationalist clubs i miały wpływ także na organizacje w państwach europejskich, głównie Holandii. Pisarz współpracował z czasopismami The Nationalist (1889-91) i New Nation (1891-94).
W 1897 Bellamy napisał kontynuację Looking Backward - Equality. Książka stanowiła odpowiedź na krytykę Looking backward, nie osiągnęła jednak popularności poprzedniczki.

## Powieści
- The Duke of Stockbridge (1879)
- Dr. Heidenhoff's Process (1880)
- Miss Ludington's Sister (1884)
- Looking Backward (1888)
- Equality (1897)